# Adam Karaś
Adam Karaś (ur. 18 września 1896, zm. 21 października 1986 w Krakowie) – krakowski fotograf i filmowiec. Współpracował z bratem Wiktorem, z którym prowadził firmę „Bracia Karaś”.
Praktykował w zakładzie „De Paris” Antoniego Czajki przy  ul. Basztowej w Krakowie, a od 1912 roku u Józefa Kuczyńskiego. Własny zakład prowadził wraz z bratem od 1925 roku w domu rodzinnym przy ul. Czarnowiejskiej 5, a od 1932 przy ul. Szewskiej 12. Pod tym adresem Adam Karaś działał do swojej śmierci.
Karaś prowadził działalność usługowo-rzemieślniczą, wykonując portrety fotograficzne, legitymacyjne, okolicznościowe, tableaux itp. Był również fotoreporterem, w okresie międzywojennym współpracował z pismem „Nowości Ilustrowane”. Udokumentował m.in. przybycie Józefa Piłsudskiego na Wawel z okazji opublikowania Aktu 5 listopada w 1916 roku czy sprowadzenie do Krakowa zwłok Juliusza Słowackiego w 1927 roku. Do najczęściej publikowanych ujęć jego autorstwa należy widok manifestacji pod odwachem 31 października 1918 roku, czyli w dniu wyzwolenia miasta. Karaś był także autorem fotomontaży.
W okresie międzywojennym wraz z bratem kręcił filmy krótkometrażowe.
Po jego śmierci wdowa zabiegała o utworzenie w jego pracowni muzeum, co jednak ostatecznie nie doszło do skutku. Spuścizna w postaci fotografii i sprzętu trafiła do Muzeum Fotografii w Krakowie, częściowo także do Krakowskiego Towarzystwa Fotograficznego.